# Wat Pho
Wat Pho (in thailandese วัดโพธิ์, [wát pʰōː] ) è un tempio buddista composto da un insieme di edifici situati nel distretto Phra Nakhon nel centro di Bangkok, in Thailandia. Si trova nelle immediate vicinanze del Grande palazzo reale. Conosciuto anche come Tempio del Buddha Sdraiato, il suo nome ufficiale è Wat Phra Chettuphon Wimon Mangkhalaram Ratchaworamahawihan (in thailandese วัดพระเชตุพนวิมลมังคลารามราชวรมหาวิหาร, [wát pʰráʔ tɕʰêːt.tù.pʰon wíʔ.mon.maŋ.kʰlaː.raːm râːt.tɕʰá.wɔː.ráʔ.má.hǎː.wíʔ.hǎːn] ) ed è famoso, oltre che per la sua maestosa bellezza, per essere il luogo dove è nata la prima scuola di massaggio thai.

## Storia

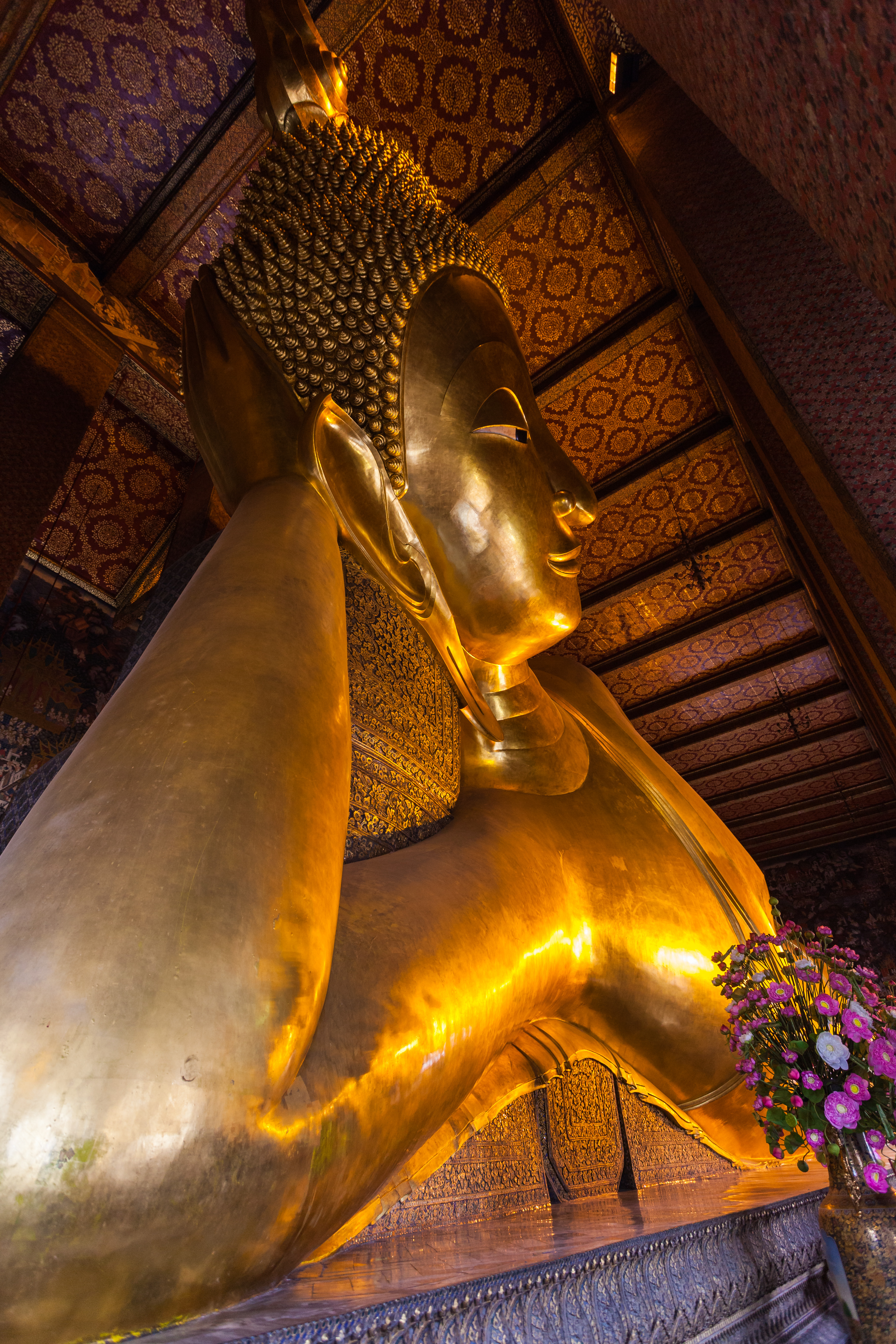
Un particolare del Buddha sdraiato

Il primo tempio sorto in quest'area, il Wat Phodharam, fu costruito attorno all'anno 1700 durante il regno di re Phetracha, ed era un centro per l'insegnamento della medicina thai tradizionale, al suo interno vi erano statue raffiguranti posizioni yoga.
I massicci lavori di ristrutturazione iniziarono nel 1788, durante i primi anni del regno di Rama I, e fu allora che prese il nome di Wat Pho. Fu ampliato e restaurato durante il regno di Rama III e in tale occasione furono fissate 1360 targhe recanti iscrizioni di testi riguardanti insegnamenti di medicina tradizionale, insegnamenti buddisti ecc. Tali targhe il 21 febbraio del 2008 ricevettero un riconoscimento dall'UNESCO per il contributo che danno alla conservazione della cultura tradizionale.
La scuola di massaggio thai e di medicina tradizionale fu istituita nel 1955 ed è tuttora la più rinomata e quotata della Thailandia. Ulteriori lavori di ristrutturazione furono eseguiti nel 1982.

## Descrizione

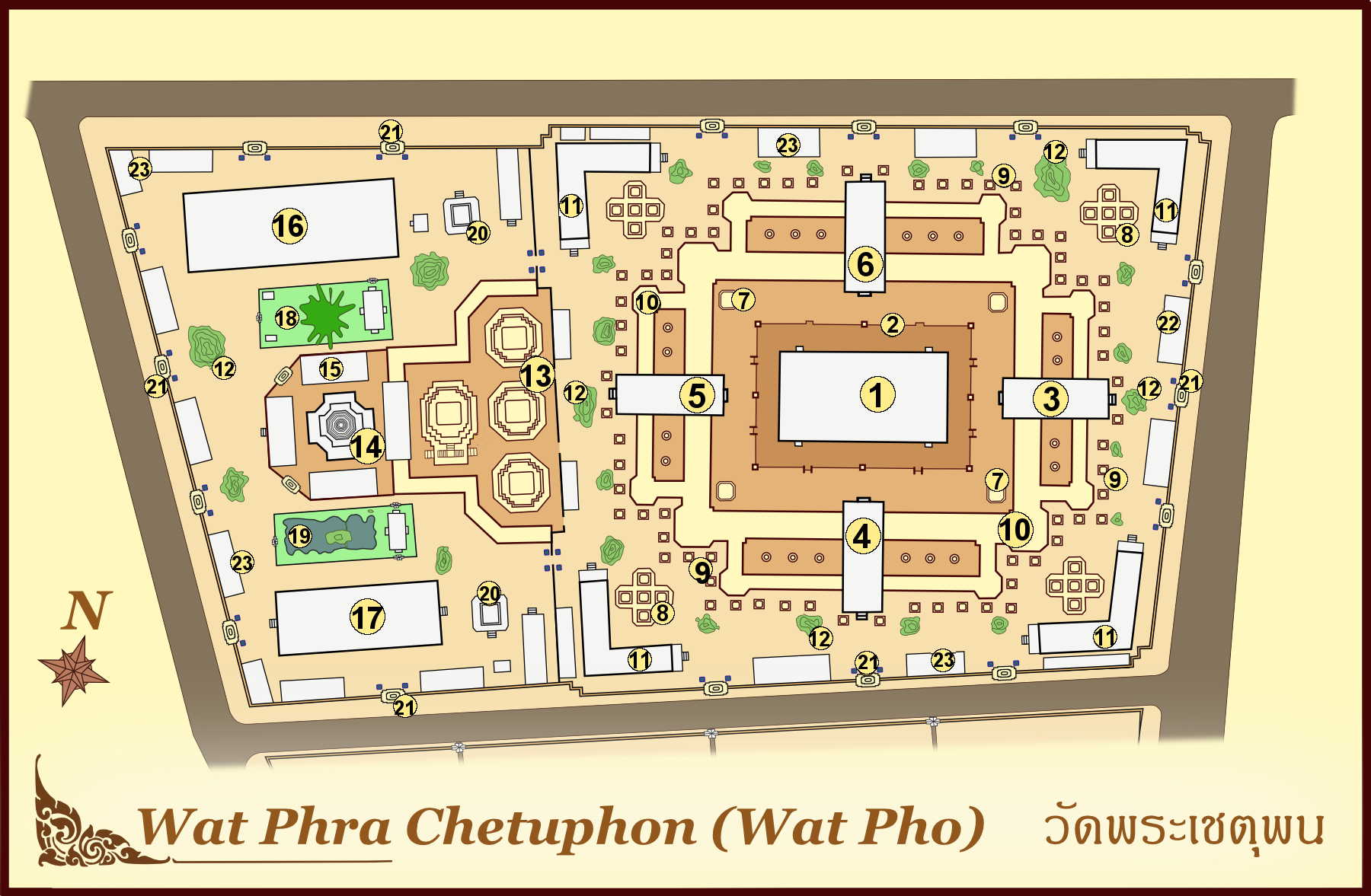
Pianta del Wat Pho

Wat Pho è uno dei più vecchi e grandi Wat di Bangkok con i suoi 80.000 m², all'interno del complesso sono conservate più di 1.000 immagini e statue di Buddha, e la più famosa, il Buddha sdraiato (in thailandese พระพุทธไสยาสน์, Phra Buddhasaiyas), è una delle più grandi esistenti in Thailandia.
Il complesso di Wat Pho consiste in due aree recintate divise dalla Soi (via secondaria) Chetuphon. L'area settentrionale è quella sacra, dove si trovano i templi e la scuola di massaggi. In quella meridionale, prettamente residenziale, si trova un monastero che ospita i monaci e una scuola.

### Zona sacra

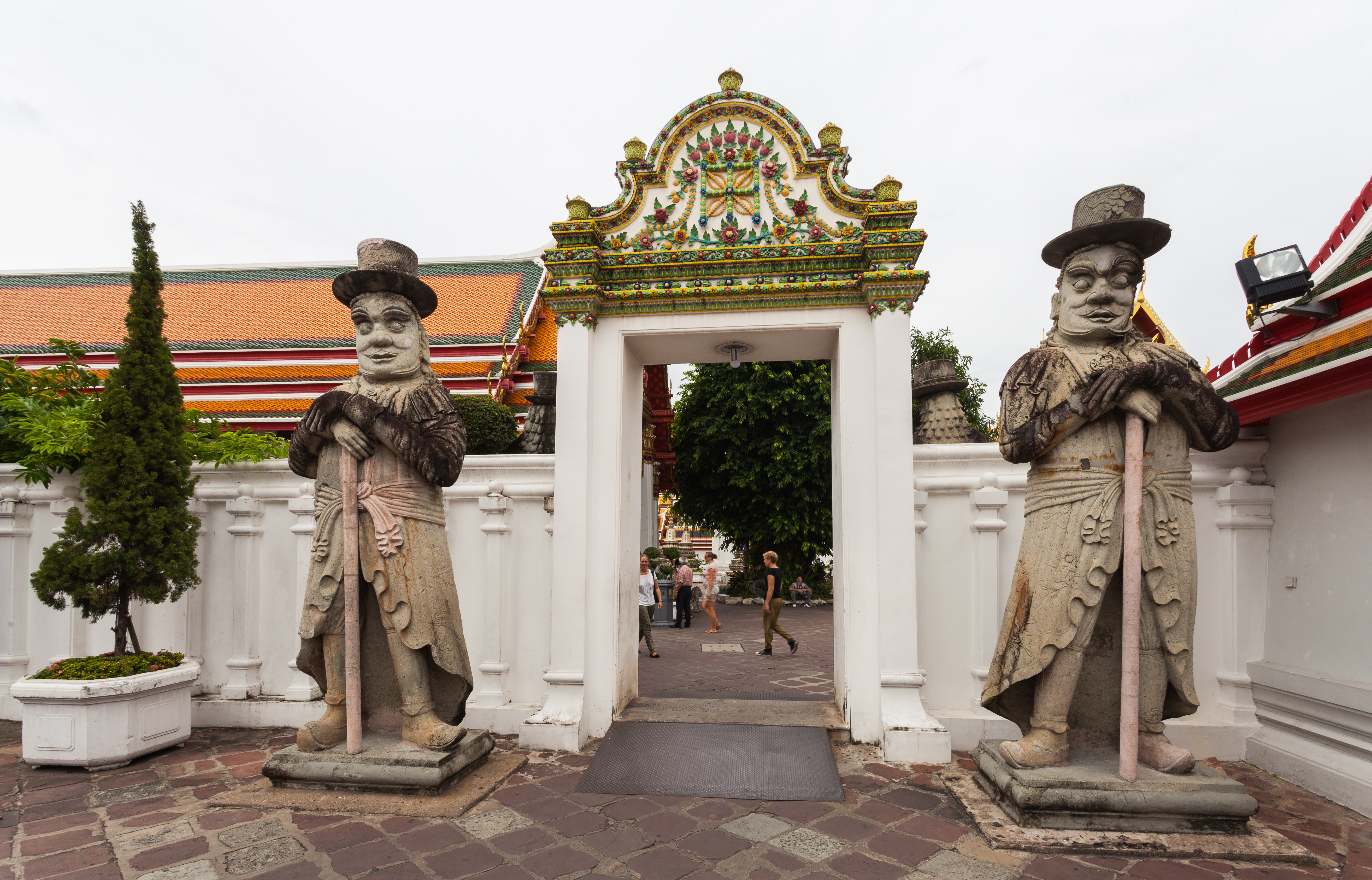
Giganti di pietra che presidiano i cancelli di entrata

#### Accesso
Si accede alla zona sacra da sedici cancelli, all'esterno dei quali sono situate delle statue in pietra in stile cinese raffiguranti giganteschi guardiani armati. I cancelli di entrata sono protetti da un tetto a forma di corona reale thailandese, finemente decorato con ceramiche cinesi multicolori, secondo una moda molto in voga ai tempi di re Rama III.

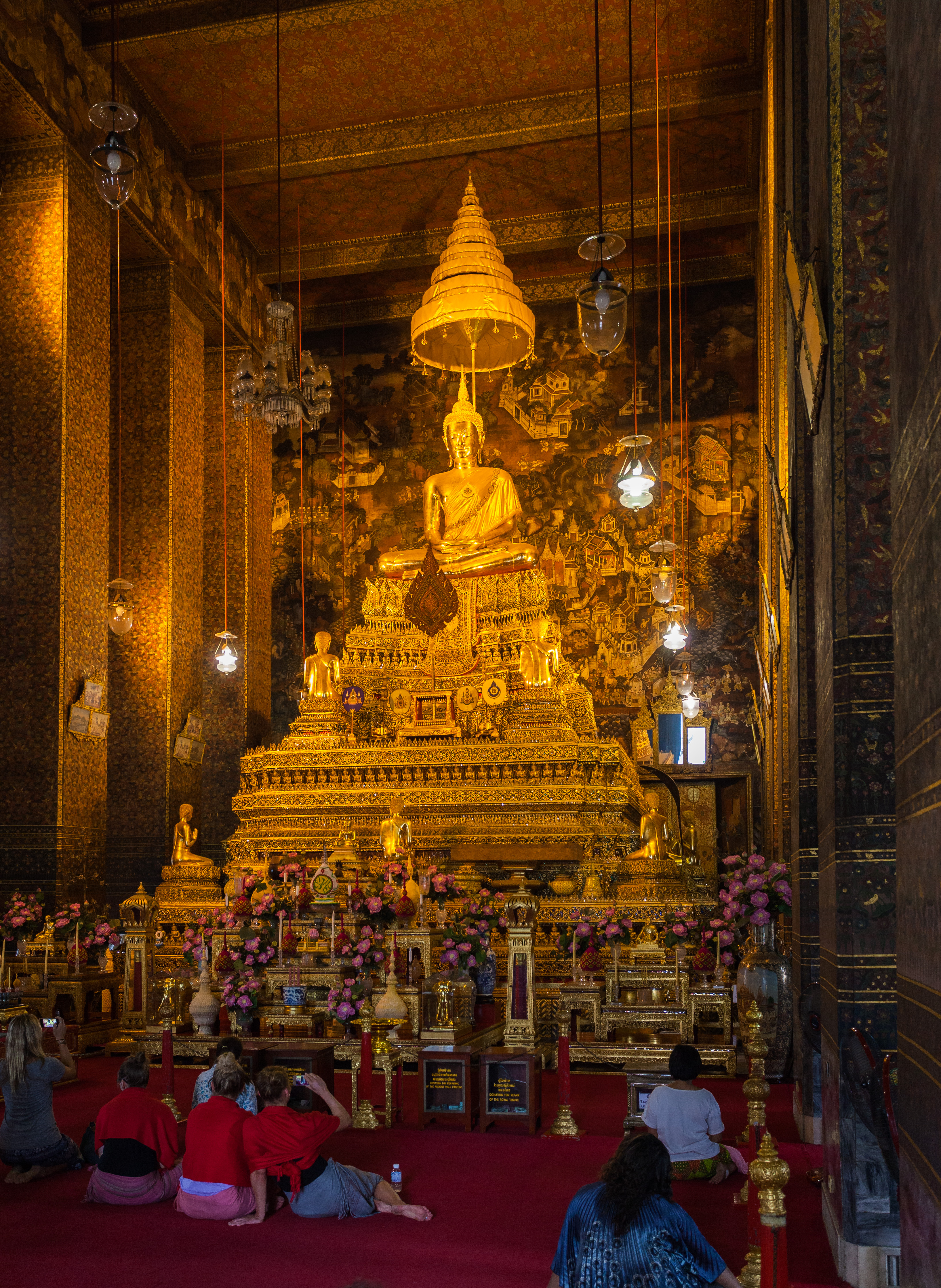
Statua del sacro Buddha in meditazione situata nel Phra Ubosoth

#### Tempio principale
Il tempio principale, come in tutti i wat thailandesi, è detto Phra Ubosot ed è il luogo dell'ordinamento monastico e delle assemblee.
Fu costruito da re Rama I e riammodernato da Rama III, al suo interno si trova la statua più venerata, il Buddha seduto in posizione di meditazione chiamato Phra Buddha Deva Patimakorn, ai cui piedi sono conservate alcune ceneri di Rama I. I muri sono completamente affrescati con immagini sacre.

#### Kampaengkaew
Si tratta della doppia parete che circonda il tempio principale, rinomata per le mirabili opere in marmo che la decorano raffiguranti montagne, alberi, animali. Vi sono inoltre 152 bassorilievi con scene del Ramakien, la versione siamese del Rāmāyaṇa indiano.

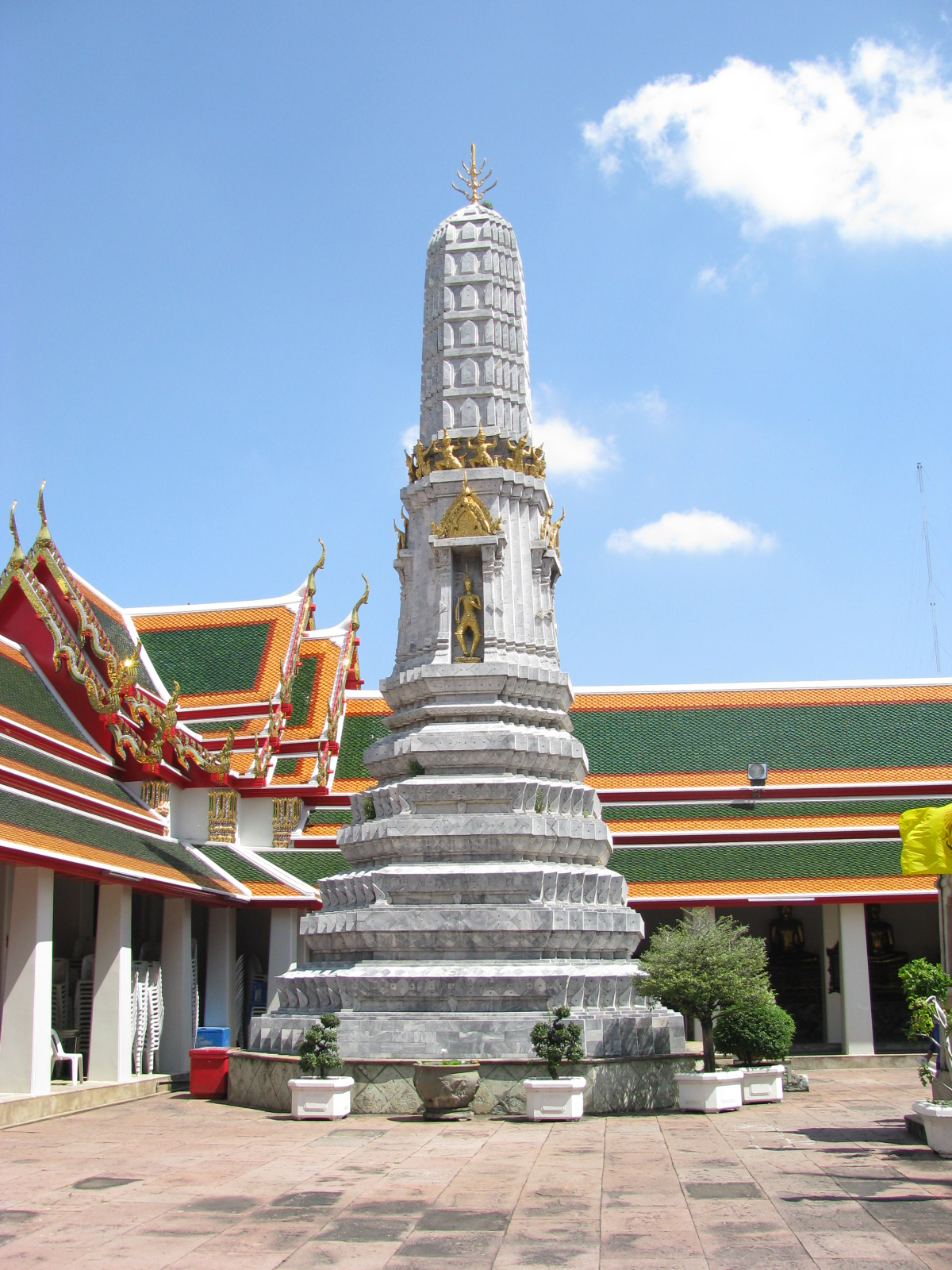
Uno dei quattro Phrang nel cortile del tempio principale

#### Phrang
Nei quattro angoli del cortile all'esterno del tempio principale sorgono quattro pagode di marmo bianco costruite in stile khmer, su ognuno dei quattro lati di ciascuna pagoda vi sono statue in rame rivestito d'oro, raffiguranti delle divinità protettrici chiamate Catulokapala.

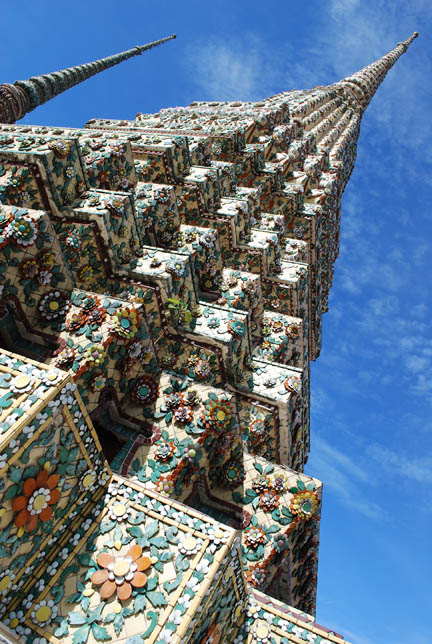
Particolare di uno dei quattro Phra Maha Chedi decorato con motivi floreali realizzati in ceramica cinese

#### Phra Rabieng
È un chiostro doppio che circonda il cortile del tempio principale, sul lato interno sono dislocate 150 statue di Buddha mentre su quello esterno ce ne sono 244, tutte queste statue sono rivestite d'oro e sono protette da schermi in vetro. Su ognuno dei quattro lati vi sono cappelle di accesso al cortile interno contenenti statue sacre di Buddha di grandi dimensioni.

#### Phra Maha Chedi
Fuori dall'uscita nord del chiostro sorgono quattro pagode alte 42 m dedicate ai primi quattro sovrani Rama, in particolare il Chedi Si Rajakarn, dedicato a Rama I, contiene una statua di Buddha alta 16 metri al cui interno sono conservate delle reliquie di Buddha. Tale statua fu danneggiata durante la distruzione birmana di Ayutthaya, ma Rama I la fece restaurare e portare nel tempio.

#### Khao Mor
Nel cortile esterno Rama III fece costruire queste ventiquattro piccole collinette e su ognuna fece piantare una diversa pianta decorativa, nella più grande di queste collinette, detta parco Mikasawan, è stato piantato un Fico Sacro, utilizzando una talea proveniente dall'originale Albero della Bodhi sotto il quale Buddha ricevette l'Illuminazione.

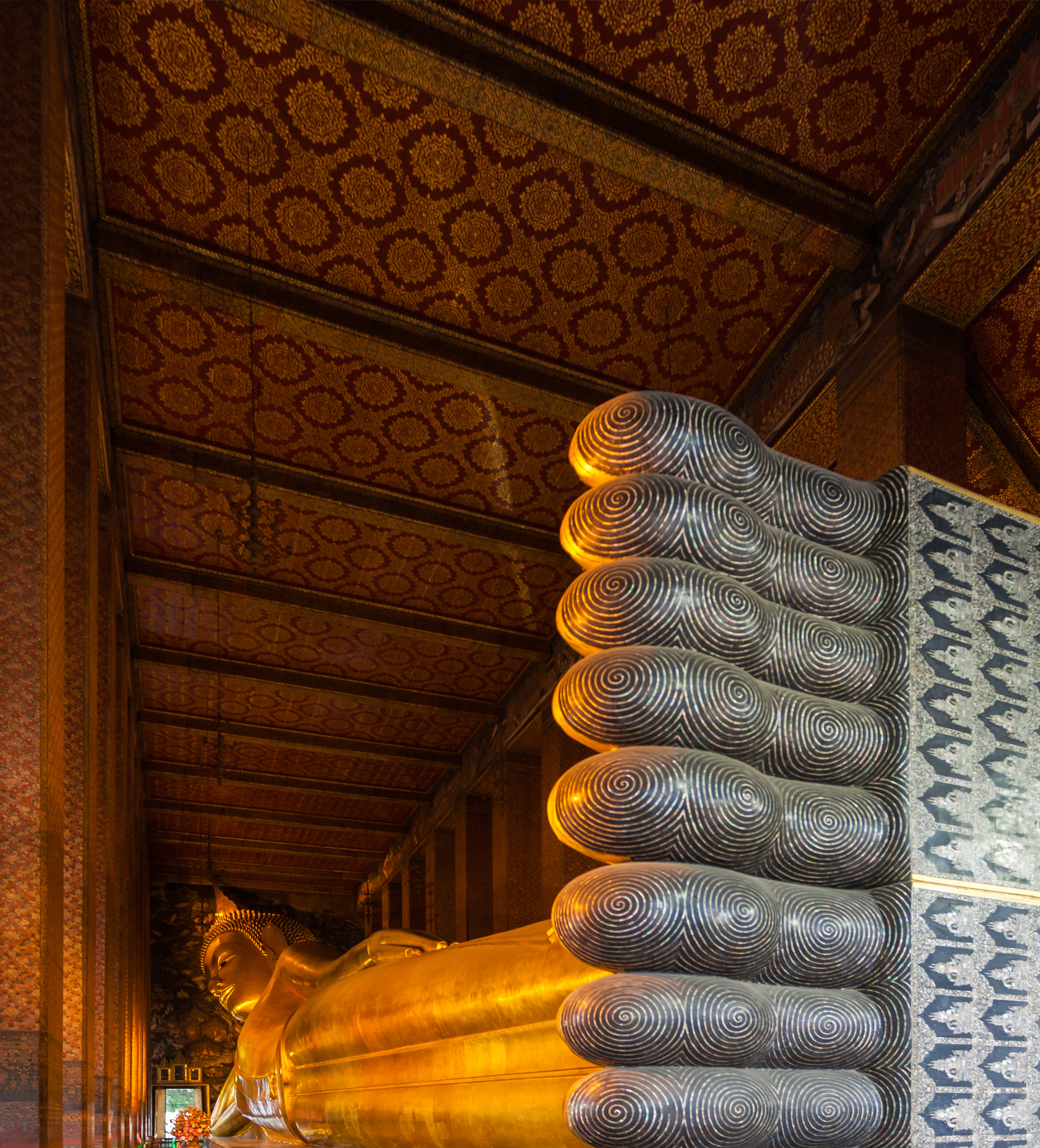
Il Buddha sdraiato

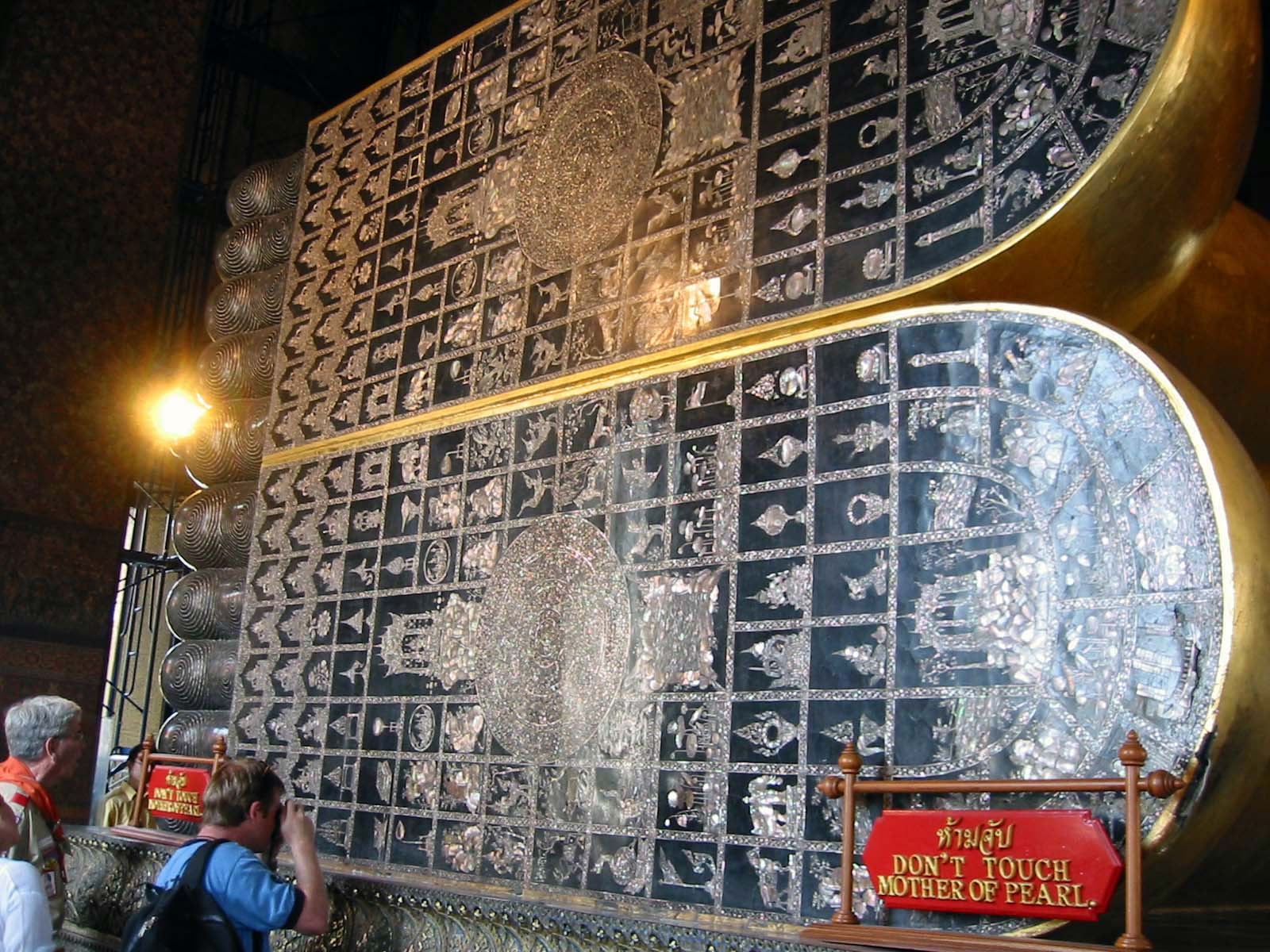
Piedi in madreperla del Buddha sdraiato con le 108 iscrizioni

#### Tempio del Buddha sdraiato
Si trova all'estremità nord del complesso, vicino all'ingresso per il pubblico, ed ospita la imponente statua del Buddha sdraiato. Il colosso misura 46 m in lunghezza e 15 m in altezza. Fu costruito in occasione della ristrutturazione di Rama III. Il corpo è rivestito d'oro, gli occhi e i piedi sono decorati con madreperla, e sulle piante dei piedi sono raffigurate 108 scene augurali abbellite da conchiglie in stile cinese e indiano. Le pareti sono affrescate con scene degli annali storici di Ceylon e con ritratti di discepoli di Buddha.

#### Altri edifici e manufatti
Vi sono inoltre dei padiglioni esterni affrescati (Sala Rai), un museo, una biblioteca (Phra Mondob), un padiglione per la meditazione e l'apprendimento risalente all'originale Wat Phodharam (Sala Karn Parien), un grande parco con piante rare ed un padiglione in stile cinese (Missakawan Park), una collinetta con piante care alla tradizione siamese (Crocodile pond), oltre ai giganti guardiani vi sono molte altre statue di provenienza cinese, tra le altre ne spiccano quattro raffiguranti Marco Polo. 

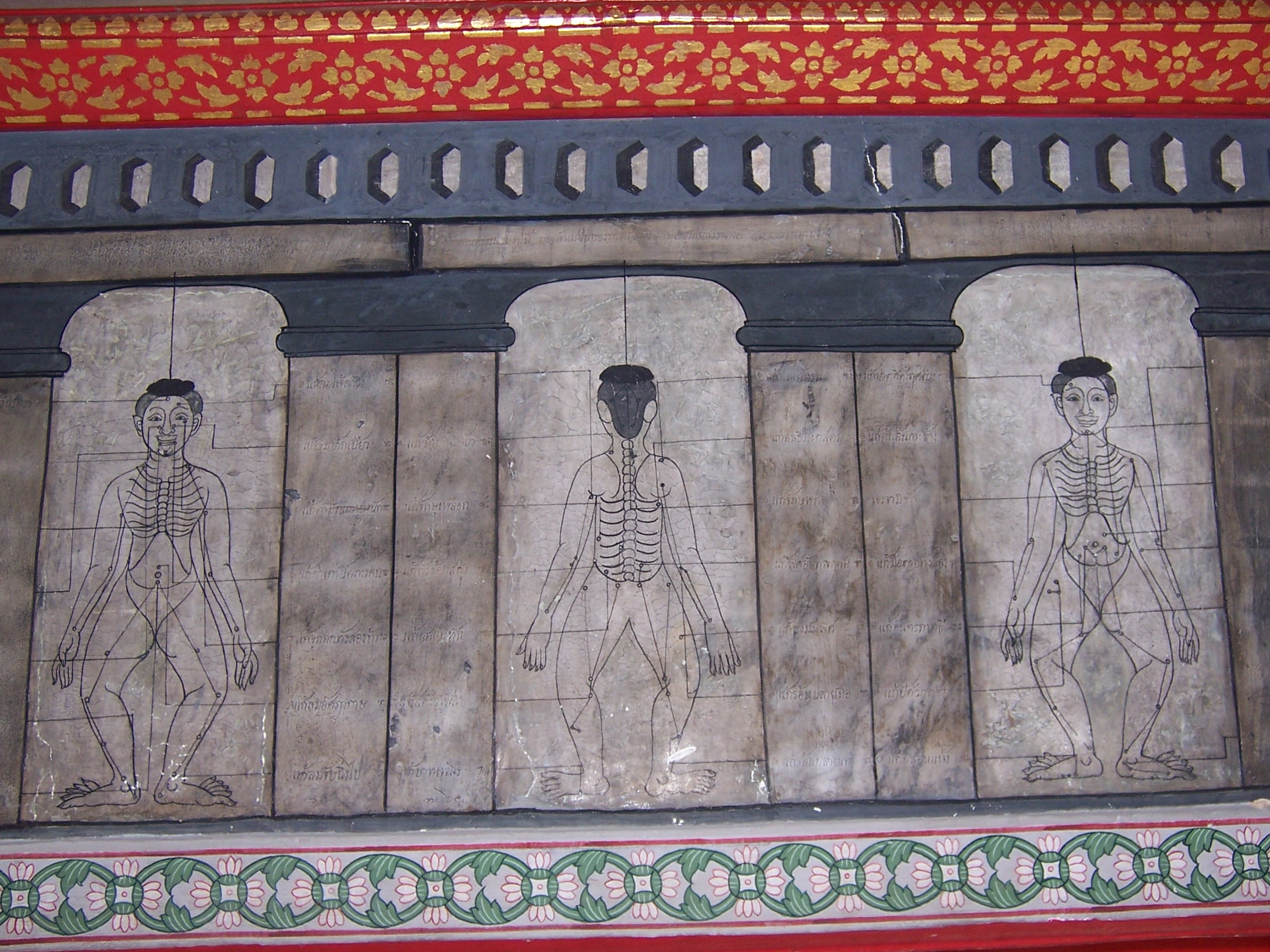
Disegni alla scuola di Wat Pho raffiguranti le linee di digitopressione da seguire nell'esecuzione del massaggio

## La scuola di massaggi e di medicina tradizionale thailandese
Wat Pho viene considerato come la prima università aperta in Thailandia. Dopo le ristrutturazioni volute da Rama I e Rama III il tempio divenne il centro delle arti e della cultura siamese, dove erano convogliate la saggezza della medicina tradizionale thailandese e dell'arte del massaggio ereditate dal passato. Oltre al massaggio tutt'oggi si possono apprendere ricette di erboristeria, diagnosi e trattamenti delle malattie ecc.
Sono offerti corsi di farmacia thai, di pratica medica thai, di massaggio thai, e di ostetricia thai. I corsi di massaggio in Wat Pho abilitano all'esercizio della professione di massaggiatore.

## Galleria d'immagini

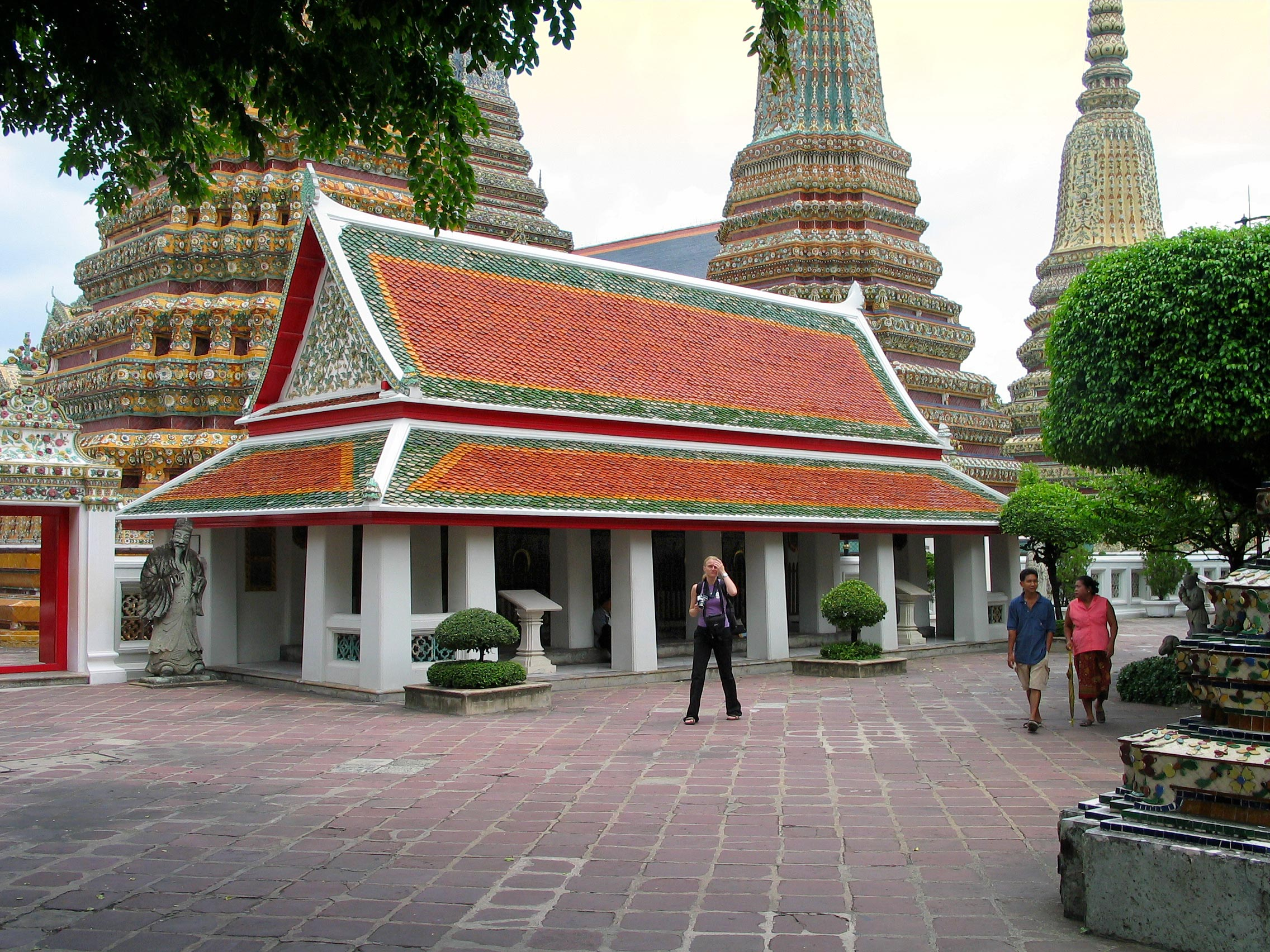
Padiglione della medicina
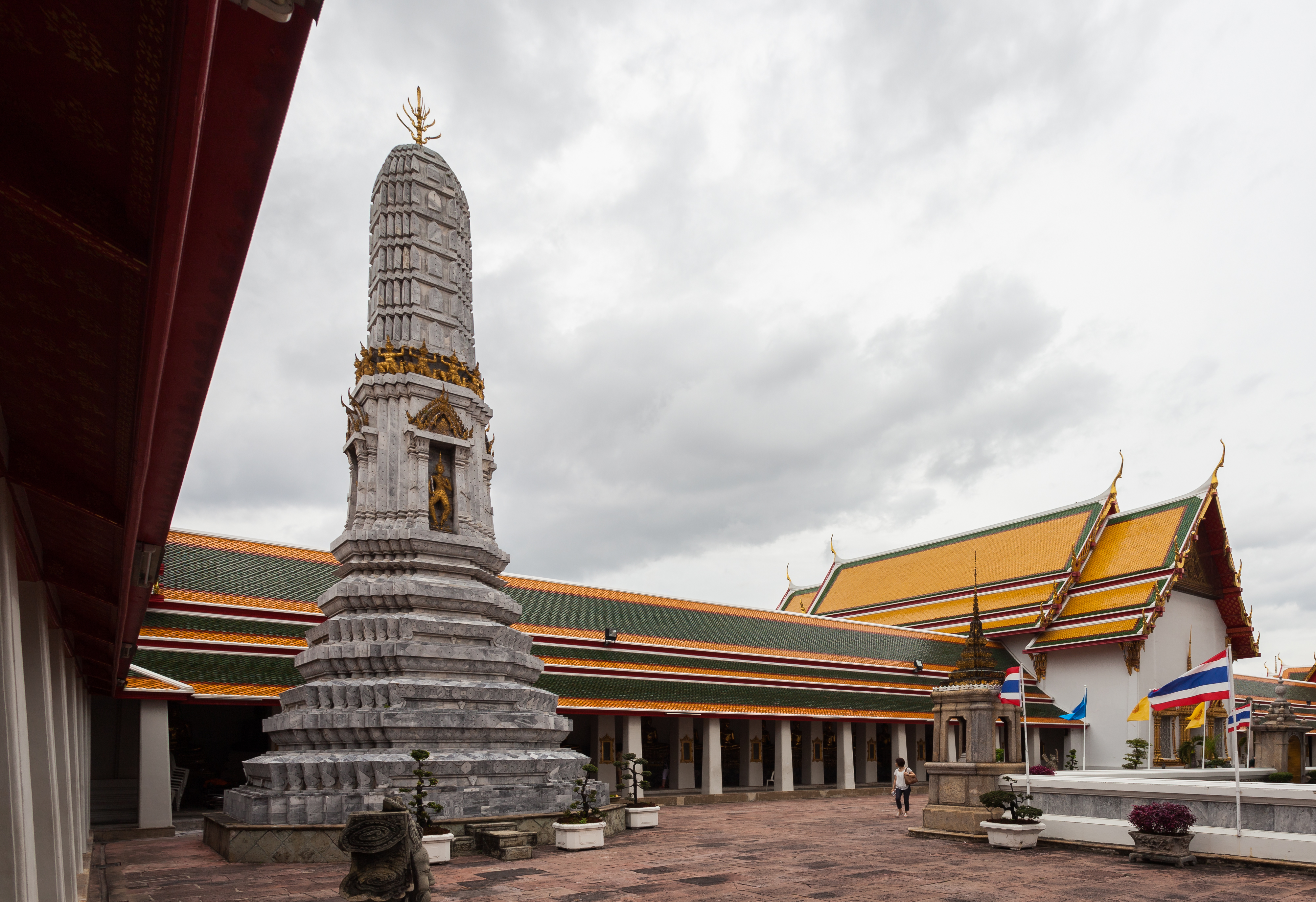
"Chedi Rai" vicino al chiostro Phra Rabieng
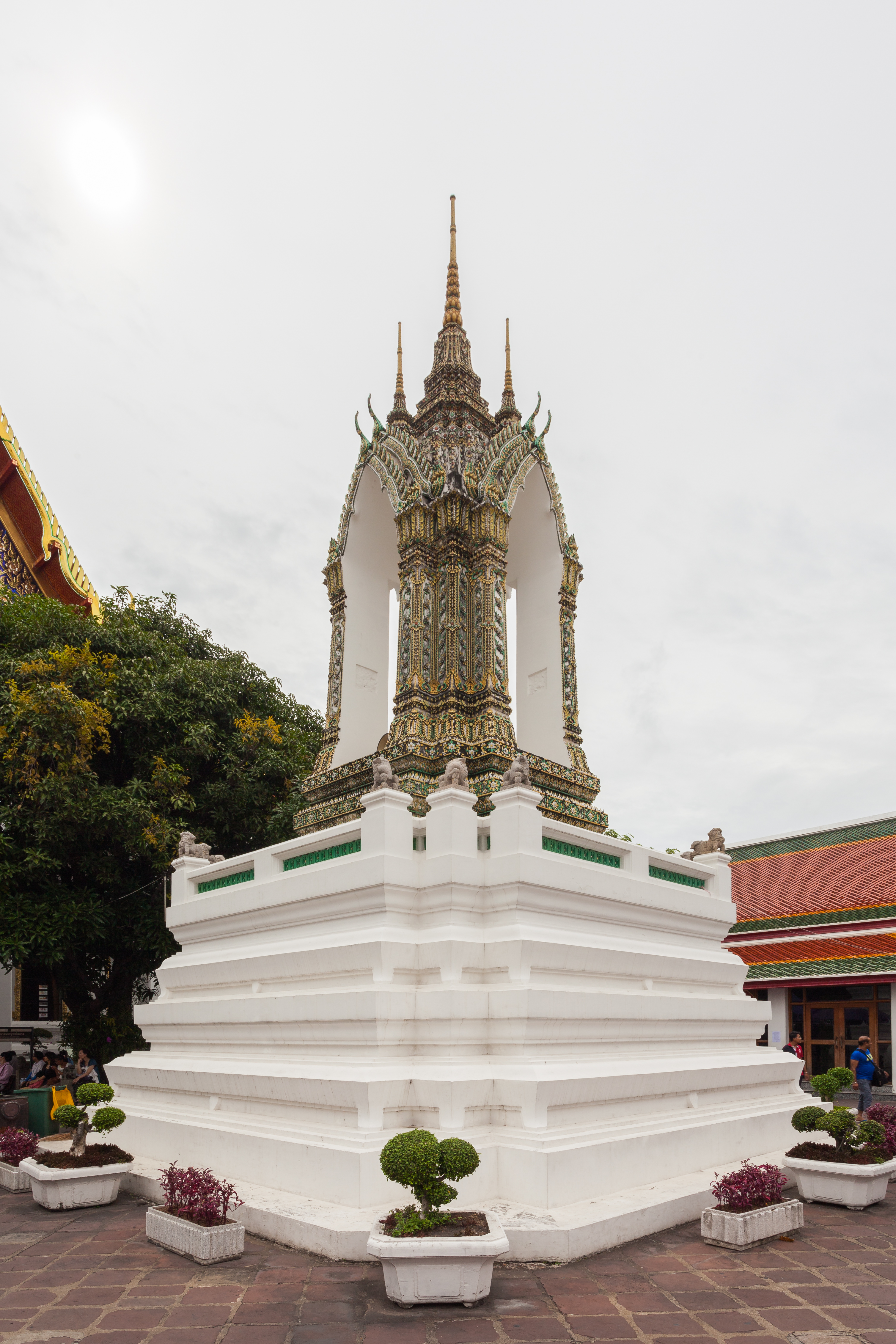
Il campanile di Wat Pho
- Breve video illustrante le bellezze del Grande Palazzo Reale e di Wat Pho